# Emmanuel Hostache
Emmanuel Hostache, född den 18 juli 1975 i Grenoble, Frankrike, död 31 maj 2007 i Siegen, Frankrike, var en fransk bobåkare.
Han tog OS-brons i herrarnas fyrmanna i samband med de olympiska bobtävlingarna 1998 i Nagano.